# Franz Darup
Franz Darup (* 28. Juni 1756 in Darup; † 29. November 1836 in Sendenhorst) war ein römisch-katholischer Geistlicher, theologischer Schriftsteller und Domherr in Münster.

## Leben
Franz Darup wurde als Sohn des Bauern Schulze Darup im münsterländischen Darup geboren, machte sein Abitur am Jesuitengymnasium in Coesfeld und absolvierte mit Hilfe eines Stipendiums ein Studium der Theologie an der Westfälischen Wilhelms-Universität in Münster. 1779 empfing er die Priesterweihe und war dann als Kaplan in seinem Heimatdorf Darup und in Coesfeld eingesetzt. 1788 wechselte er als Pfarrer nach Sendenhorst. Hier erlebte er die Franzosenzeit. Franz war Anhänger des Johann Michael Sailer, späterer Bischof in Regensburg. In den Jahren 1822/1823 war er Mitglied einer Bistumskommission, die eine Ausarbeitung über die neue Struktur des Bistums Münster mit einer Dekanatsverfassung veröffentlichte. Im Jahr darauf wurde er als Domherr in das Domkapitel berufen. Von 1825 an betätigte er sich als Landdechant und war staatlicher Schulinspektor im Kreis Beckum.

## Ehrungen
1834 Ehrendoktorwürde der Katholischen Fakultät der Universität Münster

## Schriften
- Unterhaltungen mit Gott: ein Gebeth- und Erbauungsbuch für katholische Christen. 1811, 10. Auflage 1836 (Digitalisat)
- Anleitung für Seelsorger am Krankenbette. Ein Handbuch für angehende Pfarrgeistliche und Seelsorger bey katholischen Gemeinden. 1812/1814 (Digitalisate 1. Teil, 2. Teil)
- Über die Vernunftmäßigkeit der katholischen Religion. Eine Schrift, veranlaßt durch die Jubelfeier des Protestantismus im Jahre 1817. 1820 (Digitalisat)
- Anleitung zur sonn- und feiertägigen Hausandacht. 1820/1821 (Digitalisate 1. Jahreshälfte, 2. Jahreshälfte)
- Vom Zweck Jesu: Predigten auf alle Sonn- und Festtage des ganzen Kirchenjahres. 1831 (Digitalisat 1. Teil)